# مصريو البلقان
مصريين البلقان (بالألبانية: Egjiptian)، هم أقلية أغلبها تعيش في كوسوفو، والباقي في جمهورية مقدونيا وألبانيا وصربيا، وهم غير المصريين (جمهورية مصر العربية) ويدعون أن لهم أصول مصرية ولكن لم يتم إثبات ذلك إلى الآن كما لا تعترف بهم الحكومة المصرية وهم أغلبهم مسلمون يتحدثون اللغات الألبانية واليونانية والمقدونية ويبلغ تعدادهم وفقا لإحصاء عام 1996 في كوسوفو حوالي 87 ألف في كوسوفو ووفقا لتعداد 2002 في مقدونيا يبلغ عددهم 3,843 ألف في جمهورية مقدونيا.

## الهوية
هناك الكثير من الروايات المتعلقة بوجودهم في البلقان منها انهم وصلوا إليها في القرن الثالث قبل الميلاد عندما عاد الإسكندر المقدوني إلى البلقان من حملته في الشرق وعادت معه بعض العائلات من مدينة الإسكندرية في مصر وتوطنت في البلقان، والبعض الآخر يقول أهم جاؤوا إلى المنطقة في القرن السادس الميلادي كمحاربين وبحارة وبعض الدراسات تقول انهم هاجروا إلى البلقان في عهد الملك رمسيس الثاني كمستعمرين للبحث عن الحديد والذهب وأخرى تقول انهم هاجرو إلى البلقان عقب غزو الهكسوس لمصر في عصر أمنمحات الثالث, وأخرى تقول انهم من أصول غجرية جاؤوا إلى البلقان من مصر وأخرى تقول أن لهم أصول في أرض فلسطين وطرابلس في ليبيا.
لم يتم حتى الآن إثبات أي من هذا ولكنهم يصرون على أصولهم المصرية حيث انهم يسعون بقوة لتمييزهم عن الغجر هناك الذي ينظر لهم هناك بنظرة ازدراء لأحداث تاريخية قديمة ولمشاركتهم في المجازر التي قام بها الصرب في هذه المجتمعات وأيضا الاعتراف بهم كأقلية من بلد كمصر يعطى لهم الهوية والاستقلالية عن بقية الأقليات في بلد الأقليات المتناحرة كوسوفو كما تعترف تركيا بالأقلية التركية هناك والبوشناق تعترف بهم بوسنيا والصرب والألبان.

## موقف الحكومة المصرية والجهات الرسمية
يعترف بهم دستور دولة كوسوفو الجديد الموضوع تحت إشراف الأمم المتحدة على انهم من القومية المصرية في حين ترفض الحكومة المصرية الاعتراف بهم حيث لا توجد أي دلائل مؤكدة تثبت صحة زعمهم ولكن تظل هناك اتصالات جارية بينهم وبين الحكومة المصرية لمساعدتهم والاعتراف بهم كأقلية مصرية والكثير منهم يطالب الحكومة المصرية بمنحهم الجنسية.

## الدول التي يعيشون فيها
يعيش أغلبهم في كوسوفو والبعض في ألبانيا وجمهورية مقدونيا واعداد قليلة في الولايات المتحدة الأمريكية وبعض الدول الأوروبية.
قام الالبان بطرد العديد منهم بعد حرب كوسوفو في عام 1999 وعاشوا في صربيا ودول أوروبا الغربية كلاجئين.